# Distrito de Altenkirchen
Altenkirchen es un distrito en Renania-Palatinado, Alemania. Está rodeado por (desde el norte y en el sentido de las agujas del reloj) por los distritos de Rin-Sieg, Alto Berg, Olpe y Siegen-Wittgenstein del estado de Renania del Norte Westfalia, y de Westerwald y Neuwied de Renania Palatinado.

## Historia
La historia del distrito está unida a la de la región de Westerwald.
El distrito fue fundado en 1816 por la administración prusiana. Combinaba Wildenburg y las tierras del monasterio de Sayn: fue parte del monasterio de Berg, y las últimas pertenecían al ducado de Nasáu.

## Geografía
Altenkirchen es el distrito que está más al norte de Renania-Palatinado. Está ocupado por las porciones norte de las montañas Westerwald. El valle del río Sieg la Westerwald al norte. Las tierras del norte del Sieg son llamadas Tierras Wildenburgisches, luego de que existió aquí el monasterio de Wildenburg.

## Escudo
El escudo Muestra:
- Arriba a la izquierda: el león dorado del monasterio de Sayn, que ocupó el territorio en el siglo XII.
- Arriba a la derecha: el símbolo del monasterio de Wildenburg, que existió hasta 1806 al norte del distrito.
- Abajo: La cruz blanca y roja es una combinación del emblema de los obispados de emblema de Colonia y Tréveris

## Pueblos y municipios
- Verbandsgemeinde Altenkirchen
- Almersbach
- Altenkirchen1, 2
- Bachenberg
- Berod bei Hachenburg
- Birnbach
- Busenhausen
- Eichelhardt
- Ersfeld
- Fiersbach
- Fluterschen
- Forstmehren
- Gieleroth
- Hasselbach
- Helmenzen
- Helmeroth
- Hemmelzen
- Heupelzen
- Hilgenroth
- Hirz-Maulsbach
- Idelberg
- Ingelbach
- Isert
- Kettenhausen
- Kircheib
- Kraam
- Mammelzen
- Mehren
- Michelbach
- Neitersen
- Obererbach
- Oberirsen
- Oberwambach
- Ölsen
- Racksen
- Rettersen
- Schöneberg
- Sörth
- Stürzelbach
- Volkerzen
- Werkhausen
- Weyerbusch
- Wölmersen
- Verbandsgemeinde Betzdorf
- Alsdorf
- Betzdorf1, 2
- Grünebach
- Scheuerfeld
- Wallmenroth
- Verbandsgemeinde Daaden
- Daaden1
- Derschen
- Emmerzhausen
- Friedewald
- Mauden
- Niederdreisbach
- Nisterberg
- Schutzbach
- Weitefeld
- Verbandsgemeinde Flammersfeld
- Berzhausen
- Bürdenbach
- Burglahr
- Eichen
- Eulenberg
- Flammersfeld1
- Giershausen
- Güllesheim
- Horhausen
- Kescheid
- Krunkel
- Niedersteinebach
- Oberlahr
- Obernau
- Obersteinebach
- Orfgen
- Peterslahr
- Pleckhausen
- Reiferscheid
- Rott
- Schürdt
- Seelbach
- Seifen
- Walterschen
- Willroth
- Ziegenhain
- Gebhardshain
- Dickendorf
- Elben
- Elkenroth
- Fensdorf
- Gebhardshain1
- Kausen
- Malberg
- Molzhain
- Nauroth
- Rosenheim
- Steinebach
- Steineroth
- Hamm (Eifel)
- Birkenbeul
- Breitscheidt
- Bruchertseifen
- Etzbach
- Forst
- Fürthen
- Hamm1
- Niederirsen
- Pracht
- Roth
- Seelbach bei Hamm
- Kirchen
- Brachbach
- Friesenhagen
- Harbach
- Kirchen1, 2
- Mudersbach
- Niederfischbach
- Wissen
- Birken-Honigsessen
- Hövels
- Katzwinkel
- Mittelhof
- Selbach
- Wissen